# Magyar kikerics
A magyar kikerics (Colchicum hungaricum) az egyszikűek (Liliopsida) osztályába, a liliomvirágúak (Liliales) rendjébe, a kikericsfélék (Colchicaceae) családjába tartozó faj.

## Származása, elterjedése
Nyugat-balkáni eredetű növény, de egykori elterjedési területének nagy részéről kipusztult; Kelet-Közép-Európában már csak két nagyobb reliktum foltban él. Ezek egyike Magyarországon, az Illiricum flóratartomány szlavóniai flóravidékéhez tartozó Villányi-hegység területén, Nagyharsány falu határában álló Szársomlyó hegyen található, ekképpen hazánkban szubendemikus. Ezt az állományt Janka Viktor magyar botanikus fedezte fel a hegy déli lejtőjén 1867. február 18-án. Ezen a lejtőn állománya több mint százezer tövet számlál.

## Megjelenése, felépítése
Hagymás növény. Legfeljebb 20 cm magasra nő. Két-három szálas vagy szálas-lándzsás levelet hoz. A levéllemez párhuzamos erezetű, fénylő, élénkzöld, U alakban behajló. Tőálló virágai rendszerint fehérek vagy rózsaszínes fehérek. A kelyhet formáló lepellevelek 3–4 cm hosszúak, 0,5-1,5 cm szélesek, szálasak v. hosszúkás-lándzsásak. A három rövidebb és három hosszabb porzó sárga. A három bibe hosszabb a porzóknál.

## Életmódja, élőhelye
Kimondottan a meszes talajt kedveli: a Szársomlyó hegy déli oldalán a mészkőpadok gyorsan száradó, mohás sziklagyepeiben él.
Általában február-márciusban nyílik, ám időnként már január elején, a hóvirágot is megelőzve virágot bont. A többi, tavasszal nyíló kikericsféléhez hasonlóan virágai és levelei együtt hajtanak ki.
Három rekeszű toktermése áprilisban vagy májusban érik meg.

## Felhasználása
A magyar kikerics 1979 óta védett növény Magyarországon. Élőhelyének, a Szársomlyó-hegynek a védettségét azonban már jóval korábban, 1944-ben kihirdették, így feltehetően ennek köszönhető, hogy tévesen az első, hatóságilag is védett hazai növényfajnak vélik. (Az első, hatóságilag is védett magyarországi növényfaj az erdélyi hérics volt 1971-ben.)
Képe díszítette a rendszerváltás után kiadott, de a forgalomból már kivont kétforintos érme hátlapját.
Újabban a védett eredetű villányi borok címkéjén tűnt föl: jellegzetes hatszirmú virágával jelölik 2006-tól a hegyközség által meghatározott feltételeknek megfelelő nedűket.
Termőterületét napjainkban nem érheti kár. A Duna-Dráva Cement Kft. és a – február első napjaiban Magyar kikerics túrát szervező – Duna–Dráva Nemzeti Park megállapodása korlátozza a nagyharsányi bánya tevékenységét: a bányaterület nem veszélyeztetheti a kikerics termőhelyét.

## Képek

Magyar kikerics
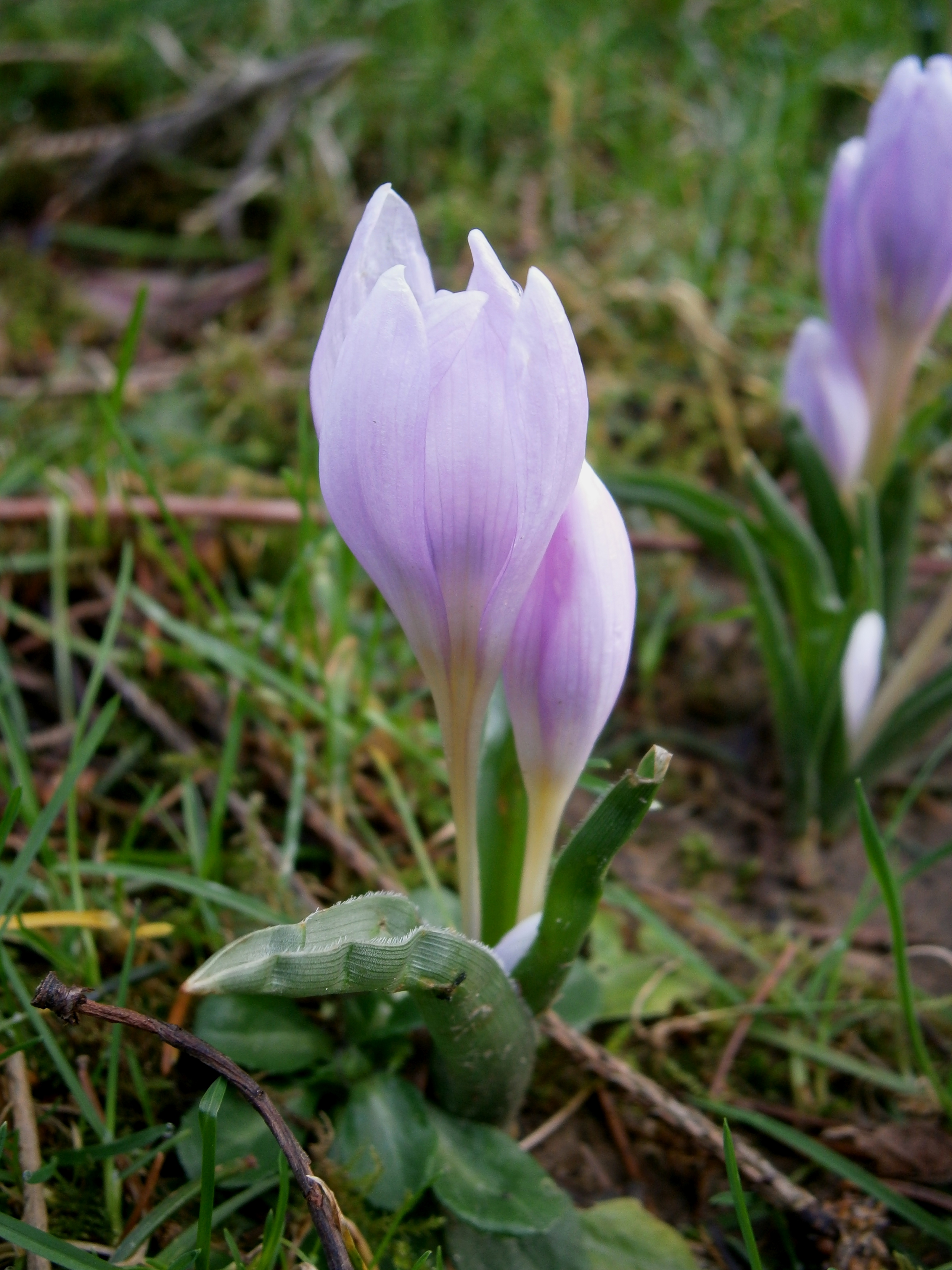
habitusa
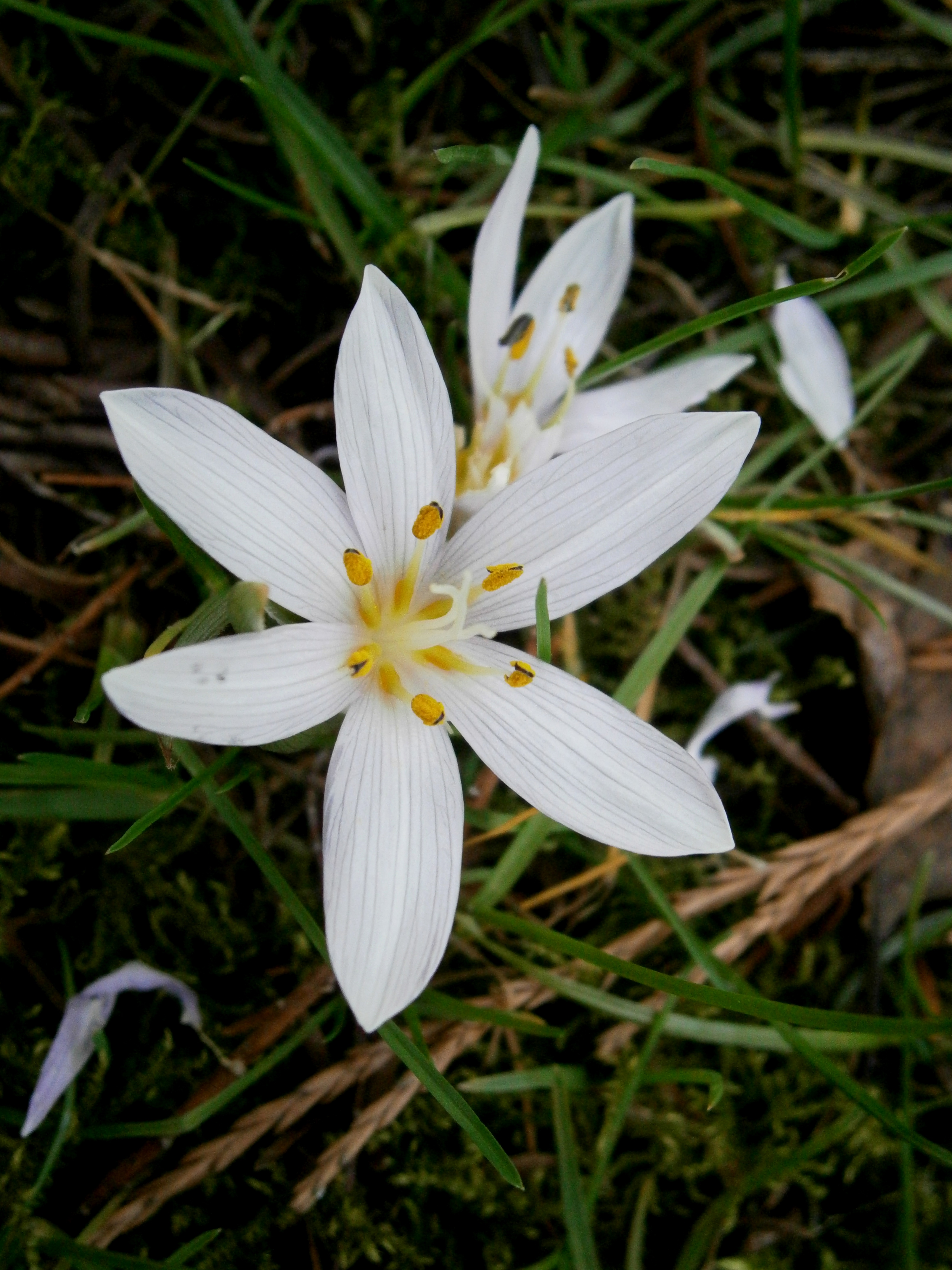
virágai
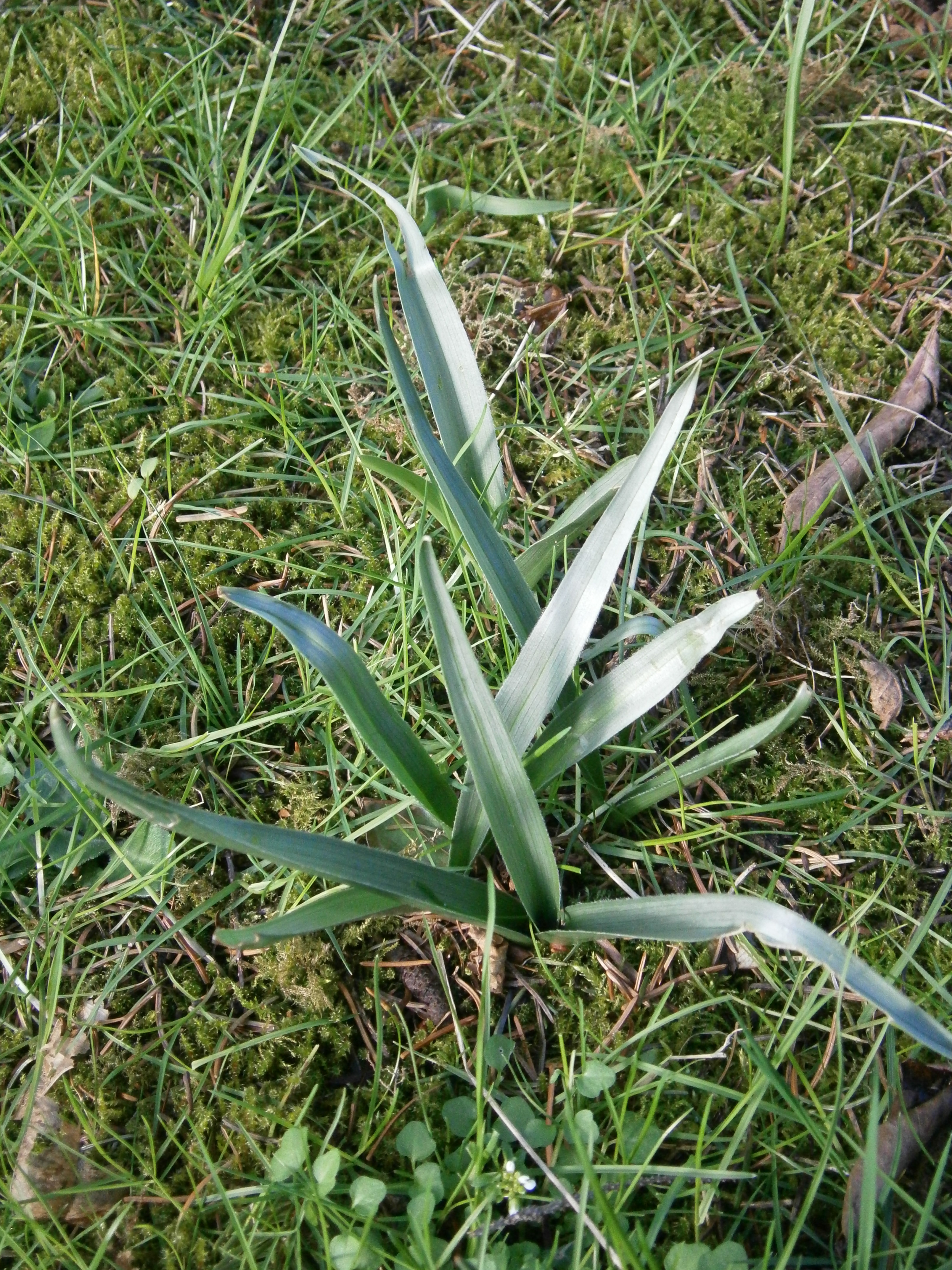
levelei

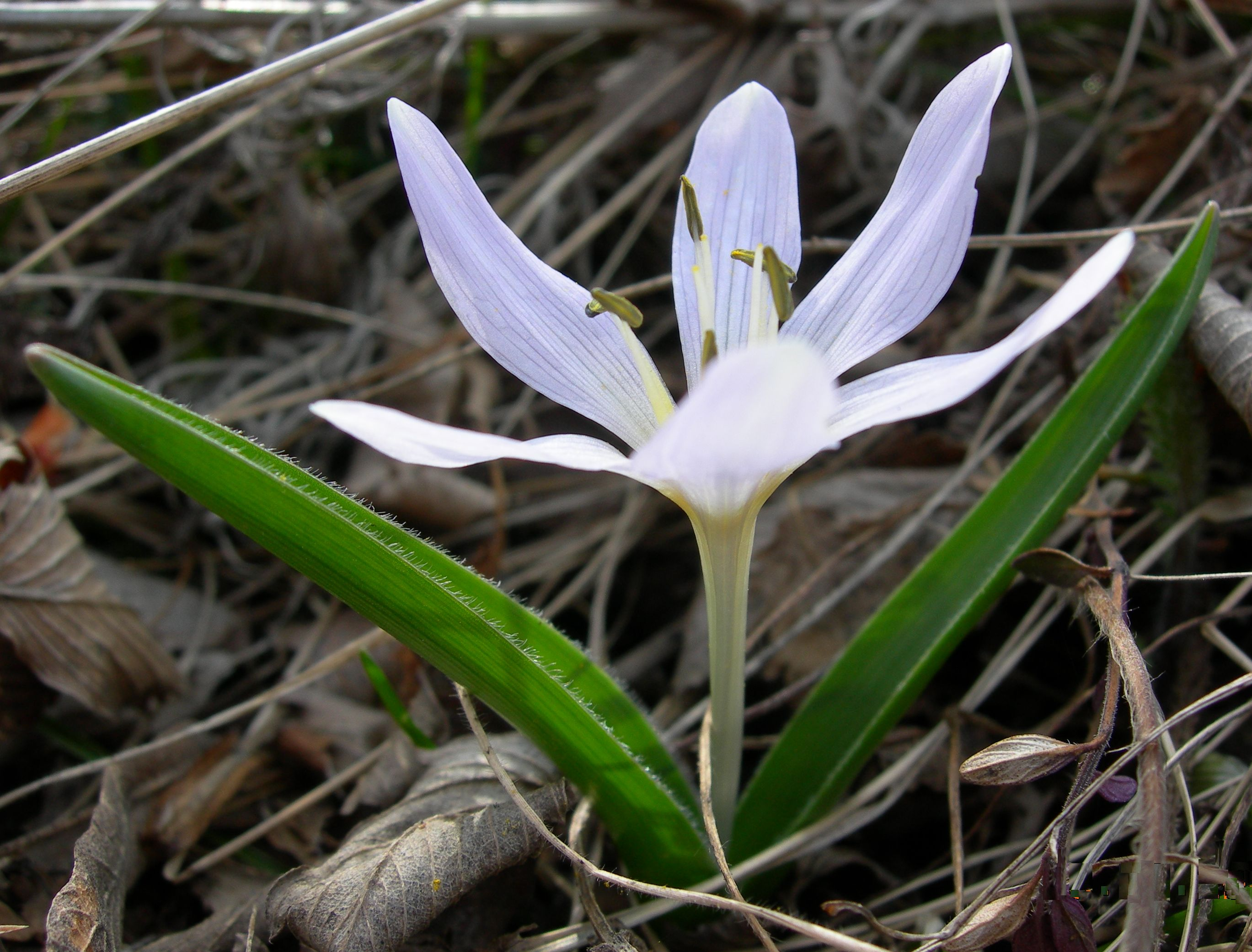
habitusa
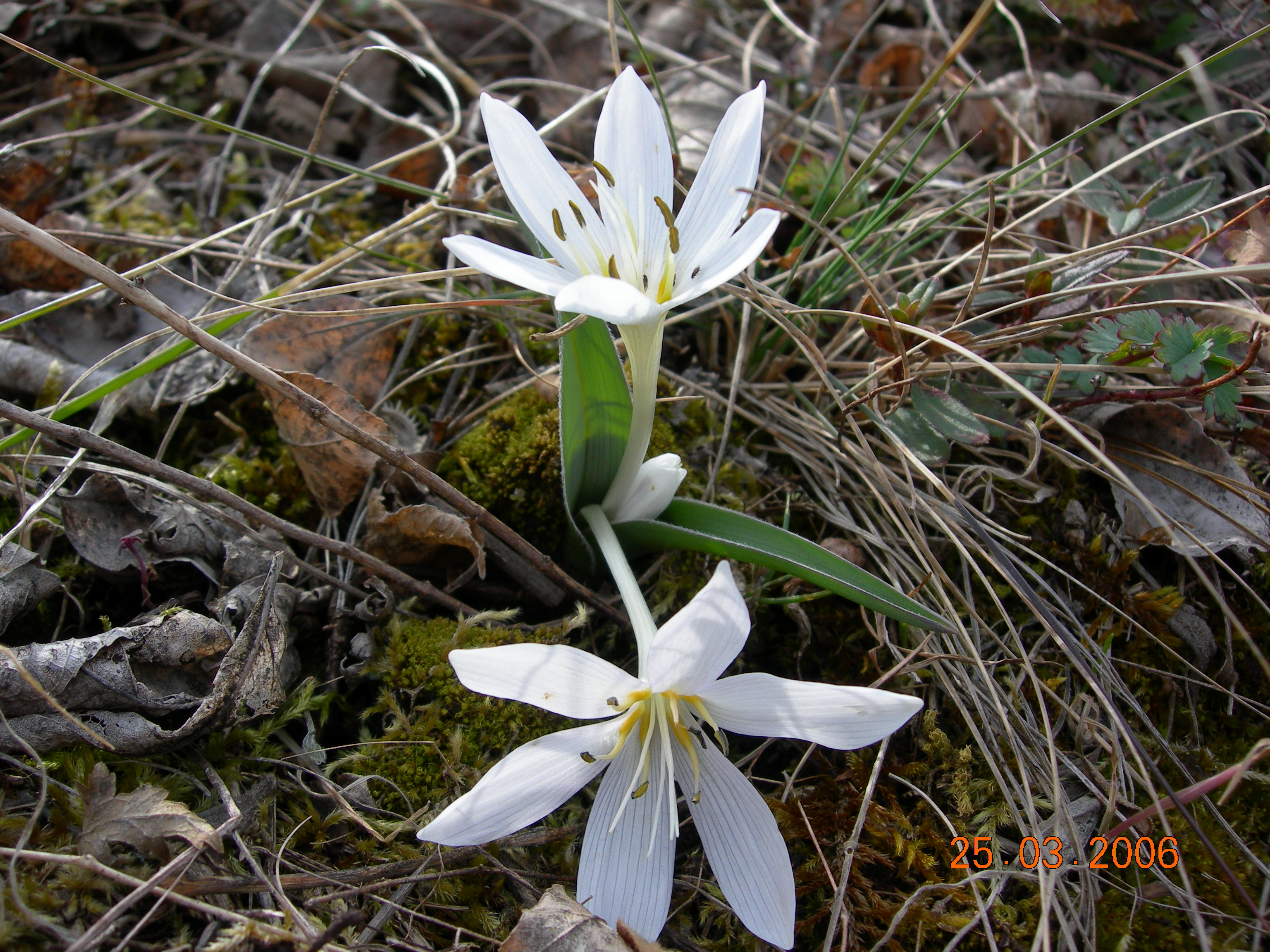
habitusa, virágai